# Wil Huygen

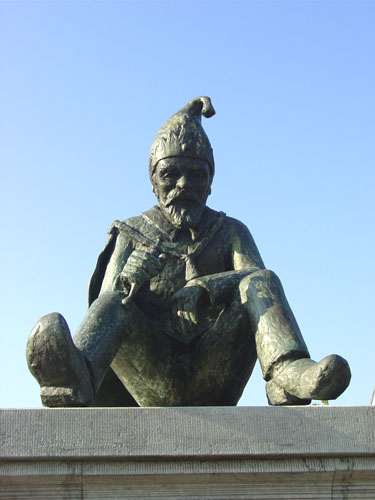
Estàtua del rei dels Kabouters a Hoogeloon, municipi de Bladel, Països Baixos

Willibrord Joseph (Wil) Huygen (Amersfoort, 23 de juny de 1922 - Bilthoven, municipi de De Bilt, 14 de gener de 2009) va ser un metge i autor neerlandès, conegut per una sèrie de llibres sobre els gnoms il·lustrats per Rien Poortvliet.
El primer llibre de la sèrie, Leven en werken van de Kabouter (1976), un «manual d'antropologia fantàstica», es va convertir en un clàssic. Els Kabouters són els gnoms en el folklore neerlandès. Aquest llibre té l'originalitat de presentar-se com a suposada obra enciclopèdica on es recollien totes les informacions sobre els gnoms i la seva vida (hàbitat, anatomia, hàbits, i relacions amb altres animals i trolls), citant els estudis i bibliografia d'altres investigadors (imaginaris, és clar). En el segon llibre de la sèrie, De oproep der Kabouters (1981), hi apareixen el mateix Huygen i també Poortvliet com a protagonistes i també en les il·lustracions; els gnoms els conviden al seu món per donar-los un missatge sobre la protecció del medi ambient.
Els llibres d'aquesta sèrie van tenir un gran èxit; del primer n'ha aparegut la 60a edició el 2008 i s'han traduït a més de 20 llengües, entre elles el català. La traducció anglesa The Gnome va estar més d'un any en la llista de bestsellers del New York Times. També van ser portats a la pantalla: la sèrie de Claudio Biern Boyd, David el Gnomo (BRB Internacional, 1985-1986), va ser emesa en diversos països, entre ells també els Països Baixos.
Wil Huygen era metge; també va dedicar-se a la pintura; estava casat i tenia cinc fills.

## Obres
- Leven en werken van de Kabouter (1976) (traduït al català com Gnoms, 1986)[3]
- De oproep der Kabouters (1981) (traduït al català com La crida dels gnoms, Barcelona, Destino, 1987)
- De geheime nachten van Jochem
- Tuin van verlangen
- Het boek van Klaas Vaak (1988)
- En buiten lag het paradijs
- Waarnemer gevraagd
- Tussen gaap & slaap (reedició de Het boek van Klaas Vaak en het ABC van de slaap, 2003) (traduït a l'espanyolː El libro de Klaus y el ABC del sueño, Madrid, Montena, 1989)
- De wereld van de kabouter (pòstum, 2009)[4] (traduït al català com El món dels gnoms, Madrid, Montena, 1988)